# Lista de membros da banda Sound Horizon
Esta é uma lista de membros e artistas convidados do grupo musical de fantasia japonês Sound Horizon.

## Membros

### Atuais
| Nome               | Anos ativos            | Instrumentos                                                                                | Contribuições de lançamento |
| ------------------ | ---------------------- | ------------------------------------------------------------------------------------------- | --- |
| Revo               | 2001 adiante           | vocais, compositor, arranjador, violão, percussão, maestro, acordeão, gaita de foles, piano | Todos os lançamentos do Sound Horizon |
| yokoyan            | 2001 adiante           | Álbum do artista                                                                            | Todos os lançamentos do Sound Horizon |
| Jimang             | 2002 adiante           | vocais, narrador                                                                            | Todos os lançamentos do Sound Horizon de Lost (2002) até Märchen (2010), exceto Ido e Itaru Mori e Itaru Ido (2010) |
| Takashi Utsunomiya | 2008 adiante           | vocais                                                                                      | Moira (2008) |
| Kaori Oda          | 2006 adiante           | vocais                                                                                      | Todos os lançamentos do Sound Horizon de Shōnen wa Tsurugi wo ... (2006) até Triumph of Territorial Expansion III Celebration of Revo's Inception (2009)                                                                             |
| Yuuki Yoshida      | 2006 adiante           | vocais, gaita                                                                               | Todos os lançamentos do Sound Horizon de Shōnen wa Tsurugi wo ... (2006) até Triumph of Territorial Expansion III Celebration of Revo's Inception (2009)                                                                             |
| Remi Tanaka        | 2006 adiante           | vocais                                                                                      | Todos os lançamentos do Sound Horizon de Shōnen wa Tsurugi wo ... (2006) até Märchen (2010) |
| Miki Masuda        | 2008 adiante           | vocais                                                                                      | Todos os lançamentos do Sound Horizon de Moira (2008) até Märchen (2010) |
| Mari Endo          | 2008 adiante           | vocais                                                                                      | Todos os lançamentos do Sound Horizon de 6th StoryConcert: Moira ~ Soredemo oyukinasai kora yo (2008) até Triumph of Territorial Expansion III Celebration of Revo's Inception (2009)                                                |
| Haruka Shimotsuki  | 2002 adiante           | vocais                                                                                      | Lost (2002), Pico Magic (2003), Chronicle 2nd (2004), Elysion ~Rakuen e no Zensōkyoku~ (2004), todos os lançamentos do Sound Horizon de Moira (2008) até Triumph of Territorial Expansion III Celebration of Revo's Inception (2009) |
| Azumi Inoue        | 2008 adiante           | vocais                                                                                      | Roman (2006), todos os lançamentos do Sound Horizon de Moira (2008) até Triumph of Territorial Expansion III Celebration of Revo's Inception (2009)                                                                                  |
| Minami Kuribayashi | 2008 adiante           | vocais                                                                                      | Todos os lançamentos do Sound Horizon de Moira (2008) até Märchen (2010) |
| Ritsuki Nakano     | 2006-2008 2009 adiante | vocais                                                                                      | Todos os lançamentos do Sound Horizon de Shōnen wa Tsurugi wo... (2006) até Triumph~Great Invasion of Territorial Expansion II (2008), Triumph of Territorial Expansion III Celebration of Revo's Inception (2009)                   |
| Joelle             | 2010 adiante           | vocais                                                                                      | Ido e Itaru Mori e Itaru Ido (2010), Märchen (2010), Nein (2015) |